# Fauna Jamaikas

Geographische Lage Jamaikas

Die Fauna Jamaikas ist, bedingt durch die Isolation der Insel, reich an endemischen Arten. Gleichzeitig ist die Insel aufgrund ihrer Lage in der Karibik Durchgangsstation oder Winterquartier zahlreicher nordamerikanischer Vogelarten.
Der WWF teilt Jamaika in drei Ökoregionen ein. Im Landesinneren befinden sich die jamaikanischen Feuchtwälder, die unter anderem das Schutzgebiet Cockpit Country und die niedrigen Lagen der Blue Mountains beherbergen. In Streifen entlang der Küsten hat sich der jamaikanische Trockenwald entwickelt. An einigen Küstenabschnitten wachsen Mangrovenwälder.

## Entwicklung der Fauna
Die Insel Jamaika entstand in ihrer heutigen Form vor etwa 10 Millionen Jahren, als eine große Kalksteinplatte durch tektonische Bewegungen aus dem Meer gehoben wurde. Die ältesten Teile der Insel sind jedoch vulkanischen Ursprungs und durchbrachen bereits vor 100 Millionen Jahren die Meeresoberfläche.
Man geht heute davon aus, dass sich große Teile der heutigen Landmasse bereits im Eozän gehoben hatten und später wieder versanken. Über die Fauna dieser versunkenen Insel ist nicht viel bekannt. Man hat 50 Millionen Jahre alte Fossilien kleiner Reptilien gefunden, die auf eine umfangreiche Fauna schließen lassen. Diese wurde beim Versinken der Insel entweder vollständig vernichtet oder blieb nur in wenigen, über Wasser verbliebenen Gebieten erhalten.
Lange Zeit wurde angenommen, dass Jamaika zu keinem Zeitpunkt durch eine Landbrücke mit den anderen Großen Antillen oder dem amerikanischen Festland verbunden war. Man vermutete, die ersten Tiere seien auf Treibhölzern oder auf dem Luftweg dorthin gelangt.
Seit einigen Jahren wird die Möglichkeit einer Landverbindung zu Hispaniola in Betracht gezogen, über die die Vorfahren einiger heutiger Tierarten eingewandert sein könnten.

## Vögel
Insgesamt 80 Vogelarten brüten auf Jamaika, davon sind zwanzig endemisch, wie die Jamaikaeule und die Jamaika-Erdtaube. Maskentölpel und Rosenseeschwalbe haben hier ihre wichtigsten Brutreviere. Weitere Zugvogelarten nutzen das zentral im Golf von Mexiko gelegene Jamaika als Winterquartier oder als Zwischenstopp auf dem Weg nach Norden oder Süden. Einige wenige Arten wie der Grünbürzel-Sperlingspapagei wurden erst später von den Siedlern eingeführt.
Der Wimpelschwanz, eine Kolibriart, ist der Nationalvogel Jamaikas. Er lebt wie die meisten Arten im Cockpit Country im Zentrum der Insel. Dort wurden Schutzgebiete eingerichtet; der WWF kritisiert jedoch, dass Schutzvorschriften nur unzureichend durchgesetzt werden.

## Reptilien und Amphibien

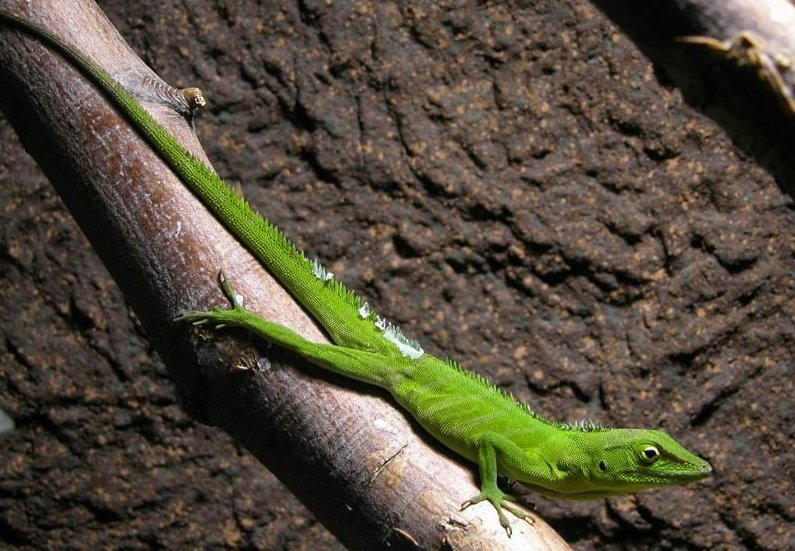
Jamaika-Anolis
(Anolis garmani)

Von den 49 heimischen Reptilien sind 27 endemisch, was einem Anteil von über 55 % entspricht. Bei den Amphibien liegt der Anteil noch höher (24 Arten, 21 endemisch).
Die größten Tiere sind das Spitzkrokodil und die Echte Karettschildkröte. Die weiteren Arten sind erheblich kleinere Leguanartige, wie der Jamaika-Anolis und der vom Aussterben bedrohte Jamaika-Wirtelschwanzleguan. Die Jamaikaboa, das größte Landraubtier, wurde nach der Insel benannt.

## Fische
Obwohl Jamaika nicht über lange Flüsse verfügt, sind in den zahlreichen kurzen Wasserläufen und Seen mehrere Süßwasserfische heimisch. Nur wenige der 40 Arten sind endemisch, darunter Cubanichthys pengelleyi (Jamaican Killifish), aus der Ordnung der Zahnkärpflinge.
Viele Arten wurden vom Menschen eingebracht, eventuell bereits von den Ureinwohnern um das Jahr 1000.
Die in der See anzutreffende Fischfauna ist typisch für die Großen Antillen. Es gibt drei Lebensräume, die Mangroven, die Korallenriffe und die Seegrasfelder, letztere besonders auf der Pedro Bank. Die meisten Regionen sind noch intakt, aber von Umweltverschmutzung und Tourismus bedroht. Entlang der Riffe leben 381 Fischarten, unter anderem Tiger- und Zitronenhai. Im Tiefwasser wurden bisher 42 Arten identifiziert, eine genaue Erforschung steht aber noch aus.

## Säugetiere

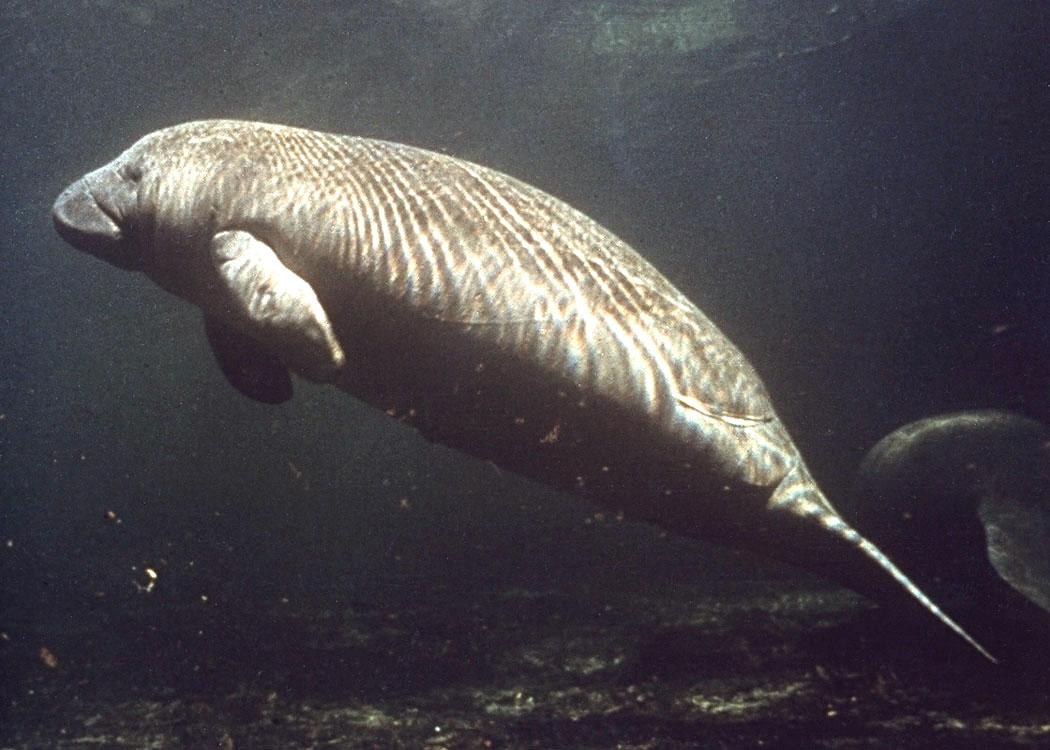
Ein Karibik-Manati

Auf Jamaika leben heute lediglich 36 Säugetierarten, fünf von ihnen werden als gefährdet angesehen.
Die Fledertiere sind mit 23 Vertretern die artenreichste Ordnung auf der Insel. Drei Arten sind endemisch, darunter die bedrohte Ariteus flavescens. Ebenfalls nur auf dem jamaikanischen Land zu finden ist die Jamaikanische Baumratte (Geocapromys brownii), Jamaika Reisratte (Oryzomys antillarum)
Die weiteren Arten leben in den Gewässern vor der Küste und in der Pedro Bank. Aus der Ordnung der Cetacea kommen neben dem Gervais-Zweizahnwal acht Delphinarten vor, die entweder dauernd in dem Gebiet leben oder es regelmäßig aufsuchen.
Seit der Besiedlung durch die Europäer ab dem 16. Jahrhundert wurden zahlreiche Nutztiere auf die Insel gebracht. Mit den Spaniern kamen Pferd und Rind. Schafe, Ziegen und Hase folgten mit den Engländern. Daneben wurden auf den Schiffen Schädlinge wie Ratte und Maus eingeschleppt und verbreiteten sich schnell. Verwilderte Nutztiere, vor allem Hunde, und die Ratten haben der lokalen Fauna erheblichen Schaden zugefügt.
In der Vergangenheit gab es weitere Säugetiere auf Jamaika. Im Cockpit Country wurden Überreste eines ausgestorbenen Affen Xenothrix mcgregori und zweier Nagetierarten (Clidomys sp.) gefunden.